# RT (South Park)
Pour les articles homonymes, voir RT.
#RT (#REHASH en VO) est le neuvième épisode de la dix-huitième saison de la série télévisée d'animation américaine South Park et le 256e épisode de la série globale. Il a été diffusé pour la première fois sur Comedy Central aux États-Unis le 3 décembre 2014 sur Comedy Central. 
Il est le premier épisode d'un arc narratif composé de deux épisodes qui conclut cette saison. Il fait de multiples références à des épisodes antérieurs de la saison en cours, ainsi qu'aux saisons précédentes.
L'épisode traite de nombreux sujets liés à Internet, comme les célébrités de YouTube, la popularité des let's play et les tendances Twitter manquant de pertinence, ainsi que l'usage d'hologrammes de personnalités et l'écart entre les générations qui ne se comprennent plus.

## Résumé
Kyle rentre chez lui avec une copie de Call of Duty: Advanced Warfare, impatient d'y jouer avec Ike comme il l'avait prévu. Mais son petit frère n'est plus intéressé, préférant regarder le vidéaste suédois PewDiePie y jouer sur YouTube tout en commentant sa partie. Le visionnage de ce type de vidéo, appelé let's play, est particulièrement en vogue chez les enfants en ce moment, et Kyle ne sait pas trop quoi en penser. Il s'énerve rapidement qu'Ike ne veuille plus passer du temps avec lui. Quand il en parle à ses amis, Cartman est aussitôt intéressé par cette nouvelle mode très lucrative. Il se lance à son tour sur YouTube sous le pseudo "CartmanVanne", commençant par commenter des vidéos de ses amis et camarades de classe en train de parler. Kyle s'énerve encore plus, d'autant qu'Ike s'est abonné à la chaîne de Cartman.
Pendant ce temps, Randy apprend la tenue prochaine d'un concert qui réunira plusieurs chanteuses célèbres, dont Lorde, son alter-ego féminin. Randy/Lorde appelle son producteur pour refuser de participer au concert car il ne se sent pas de chanter sur scène, toutes ses chansons ayant été retouchés par logiciel avant publication. Mais le producteur pense que les gens ne feront pas attention à la qualité de la musique, et rappelle que Randy/Lorde a besoin d'argent depuis que son fils Stan a déplacé énormément d'argent dans un jeu mobile freenium. De plus, sa fille Shelley, fan de Lorde, veut à tout prix aller au concert, disant elle aussi qu'elle tient plus à voir son idole qu'à entendre une bonne performance. Randy/Lorde décide donc d'y aller.
Dans les coulisses du concert, Randy/Lorde recommence à hésiter. De plus, il n'apprécie pas le comportement provocateur des chanteuses présentes et encore moins l'idée des organisateurs de faire intervenir l'hologramme d'un chanteur mort, à savoir Michael Jackson. Il a une violente altercation avec Iggy Azalea, qui accuse Lorde de se croire supérieure aux autres puis d'être jalouse.
Chez les Broflovski, Kyle a invité des amis d'Ike, mais tous restent les yeux rivés sur leurs appareils mobiles à regarder des let'play sans se parler. Quand Kyle et Stan leur répètent que les jeux vidéo sont faits pour être joués en groupe dans un salon et que leur génération est meilleure que la leur, ils sont moqués traités de "papys" dépassés.
Au concert, c'est au tour de Randy/Lorde, et comme prévu, il délivre une piètre performance avec sa voix non-trafiquée. Le foule le hue et Shelley est complètement effondrée. En tentant de se rattraper, Randy/Lorde libère l'hologramme de Michael Jackson de la machine qui le générait et se frotte le "clitoris" devant tout le monde, comme le font d'autres chanteuses. La situation ne s'améliore pas, le public commençant à quitter la salle. Après le concert, Randy retourne chez lui, où Stan et sa femme Sharon lui demandent pourquoi il a fait cet acte totalement inapproprié avec son clitoris inexistant. Il ne sait quoi leur répondre. En passant à côté de la chambre de Shelley, il la voit en pleurs et remarque qu'elle a déchiré son poster de Lorde. Il appelle ensuite son producteur, qui lui explique que sa célébrité, comme celle de bien d'autres personnalités, n'a jamais reposée sur la qualité de sa musique, mais sur le fait que les gens parlent ou non de sa personne, sur la publicité et les commentaires. Et Randy/Lorde a parfaitement réussi sur ce tableau, tout le monde parle de sa performance catastrophique. Désabusé, Randy annonce qu'il va arrêter la chanson et tout révéler sur Lorde.
Pendant ce temps, l'hologramme de Michael Jackson se rend à South Park en bus, expliquant à un passager qu'il doit "faire un truc très important", apparemment en rapport avec la chasse. Au même moment, la société qui a créé cet hologramme, Syntech Hologram Company, est chargée par le producteur de Randy/Lorde de s'en débarrasser. Pour cela, ils activent un hologramme de Tupac Shakur, qui a pour mission de traquer et éliminer "Jackson". "Tupac" vole une voiture dehors et se met en route. 
Plus tard, Randy vient voir son producteur dans un restaurant italien pour parler de la fin de sa carrière. Le producteur lui révèle alors qu'il a commandé un hologramme de Lorde parfaitement obéissante, qui va continuer sa carrière de chanteuse et les actes provocants pour faire parler d'elle. Elle est d'ailleurs déjà invitée à l'émission The Tonight Show Starring Jimmy Fallon. Voyant Randy comme un obstacle à son plan, le producteur charge ses sbires de se débarrasser de lui, mais Randy parvient à s'échapper. Quand il retourne chez lui, Sharon lui annonce qu'elle vient de coucher avec un hologramme. Ce n'est cependant pas celui de Lorde, mais celui de Tupac, qui quitte la maison en remettant son pantalon.
Pendant ce temps, la popularité grandissante de Cartman sur YouTube lui permet d'apparaitre n'importe où dans l'air avec sa fenêtre de commentaire vidéo, stupéfiant et agaçant tout le monde. Le producteur de Lorde ne tarde pas à prendre contact avec le garçon pour lui proposer de commander la révolution qu'il prépare avec ses hologrammes...